# Susan Schwab

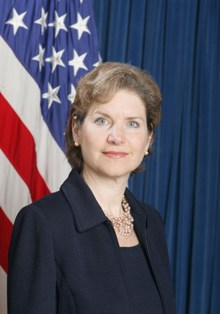
Susan Schwab (2006)

Susan Carol Schwab (* 23. März 1955 in Washington, D.C.) ist eine US-amerikanische Politikerin und Wirtschaftsmanagerin, die unter anderem auch Handelsvertreterin der Vereinigten Staaten war.

## Leben
Nach dem Schulbesuch studierte Susan Schwab Politische Ökonomie am Williams College und schloss dieses 1976 mit einem Bachelor of Arts (B.A. Political Economy) ab. Ein anschließendes postgraduales Studium im Fach Entwicklungspolitik an der Stanford University beendete sie 1977 mit einem Master of Arts (M.A. Development Policy).
Danach trat sie in den diplomatischen Dienst ein und war Referentin für Handelspolitik an der Botschaft in Japan. Danach war sie zwischen 1981 und 1989 Mitarbeiterin im Stab von John Danforth, der zwischen 1976 und 1995 republikanischer US-Senator für Missouri war. In der zwischen 1989 und 1993 amtierenden Regierung von US-Präsident George Bush war sie erst Generaldirektorin des Außenhandelsdienstes im Außenministerium und dann Unterstaatssekretärin im Handelsministerium (Assistant Secretary of Commerce).
Nachdem sie 1993 im Fach öffentliche Verwaltung einen Philosophiae Doctor (Ph.D. Public Administration) von der George Washington University erhielt, war sie zwischen 1995 und 2004 Dekanin der Fakultät für öffentliche Politik (School of Public Policy) der University of Maryland, College Park (UMCP). Daneben war sie zeitweise Mitglied des Aufsichtsrates (Board of Visitors) der Air Force Academy.
Darüber hinaus übernahm Susan Schwab auch Funktionen in der Privatwirtschaft und war unter anderem von 1997 bis 2005 Mitglied des Board of Directors des Gasunternehmens Calpine, von 2000 bis 2005 des Aktienfondsvertreiber Adams Express Company sowie zugleich des Investitionsunternehmens Petroleum & Resources Corporation. Zeitweise war sie auch Direktorin der Abteilung Corporate Business Development bei Motorola.
Nachdem sie zwischen Oktober 2005 und Juni 2006 zunächst stellvertretende Handelsvertreterin war, wurde sie im Juni 2006 US-Handelsvertreterin im Range einer Botschafterin im Kabinett von George W. Bush, dem sie bis zum Ende von dessen Amtszeit im Januar 2009 angehörte. Im Februar 2008 erklärten die Vereinigten Staaten ihr Interesse, mit den TPP-Mitgliedern Gespräche über die Handelsliberalisierung für Finanzdienstleistungen führen zu wollen, im September 2008 konkretisierte die Susan Schwab in ihrer Funktion als Handelsvertreterin ein Interesse der USA an Beitrittsverhandlungen mit den vier TPP-Staaten, deren erste Runde für das Frühjahr 2009 avisiert wurde.
Nach ihrem Ausscheiden wurde sie von ihrem Nachfolger Ron Kirk gewürdigt, der über sie sagte, dass sie „eine hervorragende Wahl“ war.
Nach ihrem Ausscheiden aus dem Regierungsdienst wechselte sie wieder in die Privatwirtschaft und ist seit 2009 Mitglied der Boards of Directors von Caterpillar und FedEx sowie zusätzlich seit 2001 von Boeing. Darüber hinaus wurde sie auch Fellow der National Academy of Public Administration und engagierte sich zudem im Council on Foreign Relations.
Außerdem übernahm sie eine Professur an der School of Public Policy der University of Maryland, College Park.